# H-Кобордизм
h-Кобордизм — бордизм {\displaystyle (W;M,M')}, де {\displaystyle W} — компактний многовид, край якого {\displaystyle \partial W} — об'єднання неперетинних замкнутих многовидів {\displaystyle M} і {\displaystyle M'}, що є деформаційними ретрактами {\displaystyle W}.
Найпростіший приклад — тривіальний {\displaystyle h}-кобордизм
{\displaystyle (M\times [0,1];M\times 0,M\times 1).}
Многовиди {\displaystyle M} і {\displaystyle M'} називаються {\displaystyle h}-кобордантними, якщо існує {\displaystyle h}-кобордизм {\displaystyle (W;M,M')}, що їх з'єднує.
Теорема про {\displaystyle h}-кобордизм стверджує:
| Якщо {\displaystyle (W;M,M')} — {\displaystyle h}-кобордизм, а {\displaystyle M} і {\displaystyle M'} — однозв'язні гладкі (або кусочно лінійні) многовиді й {\displaystyle \operatorname {dim} W\geq 6}, то {\displaystyle W} дифеоморфно (кусочно лінійно ізоморфно) тривіальному {\displaystyle h}-кобордизму. Зокрема, {\displaystyle M} дифеоморфно {\displaystyle M'}. |